# Offre publique
En finance, une offre publique est une opération lancée par une société, un groupe financier ou une autre institution privée, sous forme d'une proposition faite au public de lui acheter, échanger ou vendre un certain nombre de titres d'une société, dans le cadre de procédures précises, réglementées et contrôlées par les autorités de bourse, notamment en ce qui concerne les informations financières à fournir au public (en France par l'AMF ou aux États-Unis par la SEC).
Les offres publiques peuvent être de plusieurs types : offre publique d'achat (OPA) pour un paiement en numéraire, offre publique d'échange (OPE) pour un paiement en titres, offre publique mixte pour un paiement en numéraire et en titres, offre publique alternative pour un paiement en numéraire ou en titres.
Dans certaines situations, un actionnaire de contrôle peut être tenu de déposer une offre publique de retrait (OPR) afin d'offrir aux actionnaires la possibilité de céder leur titre à un prix équitable. Enfin, en France, tout actionnaire détenant plus de 90 % du capital et des droits de vote d'une société cotée peut, à la suite d'une offre publique, mettre en œuvre un retrait obligatoire (c.-à-d. obtenir des actionnaires minoritaires que ces derniers lui cèdent l'intégralité des titres qu'ils détiennent) conduisant à un retrait de la société de la cote.
Une offre publique vise à acquérir des titres d'une société et ne doit pas être confondue avec des offres de titres faites par une société qui cherche à s'introduire en bourse ou augmenter son capital (offre publique à prix ouvert, offre à prix fixe…).

## But de ces opérations
Les OPA, OPE et OPR ont pour but la prise de contrôle d'une société « cible » (opérations de fusion-acquisition). À l'inverse, les OPV visent à réduire la participation des actionnaires principaux en mettant une partie de leurs titres sur le marché.
Certaines OPA et OPE sont liées à une RES (reprise d'une entreprise par certains de ses salariés).

## Différents types d'offres publiques

### OPA
Une offre publique d'achat (ou offre publique d'acquisition) sur des actions cotées en bourse, est lancée par une entreprise ou par un groupe d'investisseurs, à un prix d'achat déterminé, dans l'optique de prise de contrôle d'une (autre) entreprise.
Dans certains cas, le lancement d'une OPA est imposé par la réglementation, en particulier lorsqu'un actionnaire franchit le seuil de 30 % du capital ou des droits de vote d'une société ou, lorsqu'il détient déjà plus de 30 %, lorsqu'il acquiert plus de 1 % du capital ou des droits de vote en moins de 12 mois. Cette obligation a été instituée afin de protéger les autres actionnaires en leur offrant une solution de sortie.
Le prix est souvent supérieur au cours de bourse avant le lancement de l'opération, mais ce n'est pas obligatoire. En cas d'offre obligatoire, le prix est au moins supérieur au prix payé au cours des 12 derniers mois par la personne tenue de déposer l'offre. En cas de procédure simplifiée, le prix doit être au moins égal au cours moyen pondéré en fonction du volume sur les 60 jours de bourse précédant le dépôt de l'offre.
Certains investisseurs (ou spéculateurs) sont à la recherche des titres pouvant faire l'objet d'une OPA, car c'est souvent l'occasion de faire une plus-value.

### OPE
Une offre publique d'échange (en) sur des actions cotées en bourse est lancée par une société, selon une proportion d'échange déterminée entre des actions de la société « cible » et celle qui veut en prendre le contrôle.
Par exemple, cinq actions de la société cible donneront droit à 3 actions de la société offreuse en cas d'acceptation de l'offre (cet exemple suppose que 3 actions de l'offreuse valent davantage en bourse que cinq actions de la cible).

### OPR
Une offre publique de retrait (en) est une opération de retrait obligatoire qui fait suite à une offre ayant permis à son lanceur de devenir propriétaire de la quasi-totalité de la société cible (au moins 90 % en France) ainsi que des droits de vote. De ce fait, il ne reste qu'un nombre minime d'actions de cette dernière encore détenues par le public.
Le retrait obligatoire permet à un actionnaire de forcer les quelques actionnaires minoritaires restant de lui céder les actions qu'ils détiennent à un prix équitable, avant que celles-ci ne soient radiées de la cotation en bourse. Ce retrait permettra à l'actionnaire principal ou a son groupe d'éviter les frais et contraintes diverses liées à la cotation en bourse et à la coexistence d'autres actionnaires dans le capital.

### OPRA
Une offre publique de rachat d’actions (OPRA) est une offre publique faite par une entreprise à ses actionnaires de racheter une partie (10 % maximum par an en France) des actions pour les annuler. C'est une opération de rachat d'actions par l'entreprise. Concrètement, l'entreprise verse aux actionnaires le montant correspondant aux actions rachetées.

## Circonstances des OPA et OPE
Les sociétés dont le flottant est important et qui sont considérées sous-évaluées par les boursiers sont les plus susceptibles d'être « opéables ». Cela signifie qu'elles pourraient faire l'objet d'OPA ou d'OPE par un autre groupe ou une société concurrente. Cette anticipation, parfois accompagnée de rumeurs, peut entraîner des spéculations épisodiques sur ces titres.
Les OPA et OPE sont considérées « amicales » ou « hostiles » selon qu'il y ait accord ou non entre le groupe acquérant et la société visée. Ces opérations peuvent évoluer en bataille financière si des contre-OPA / contre-OPE sont lancées par des groupes rivaux.

## Cadre règlementaire

### Transposition de la directive sur les offres publiques d'acquisition
Pour la France, voir Projet de loi relatif aux offres publiques d'acquisition[PDF], 21 février 2006.

## Stratégies

### Dans l'Union européenne
L'ouverture du marché européen a créé des conditions favorables aux offres publiques d'entreprises extra-européennes sur des entreprises européennes, comme l'a montré l'offre publique de Mittal sur Arcelor.
Les règles de concurrence dans l'Union européenne sont telles que la Commission européenne ne s'oppose pas aux fusions qui ne créent pas de position dominante sur le marché unique. Les groupes extra-européens peuvent donc acquérir des groupes européens sans créer de position dominante en Europe, donc sans que la Commission ne s'y oppose. En revanche, la fusion de deux groupes européens qui crée une position dominante en Europe est empêchée par la Commission.

## Tactiques contre les offres hostiles
Rachat des actions ciblées (en)dans le cadre du chantage financier (greenmail), l'entreprise visée rachète les actions détenues par l'acheteur à un prix supérieur
Défense Pac-Man (en)le principe est de rendre l'OPA plus chère pour l'attaquant en absorbant d'autres entreprises ou en souscrivant à une augmentation de capital. La cible sera donc plus chère, plus difficile à racheter à cause des nouvelles actions émises et parfois cette stratégie donne lieu à une pilule empoisonnée en cas de rachat par la cible d'autres firmes par endettement que l'attaquant devra rembourser.
Chevalier blancconsiste à faire lancer une contre OPA concurrente par un tiers allié à l’entreprise, dans ce cas, il convient de faire attention car le chevalier se retrouvera en possession d'une part significative de l’opération d’achat sous différents prétextes. Ou encore à inclure dans les statuts de la cible une clause du genre : « si un actionnaire individuel possède plus de 25 % de la firme, alors ses droits de vote seront divisés de moitié ». Ces clauses sont cependant difficiles à mettre en œuvre car elles peuvent aller à l'encontre du principe de « libre circulation du capital » ou remettre en cause le principe selon lequel les actionnaires doivent avoir le meilleur prix en cas de rachat de leur entreprise. Cette défense particulière n'est possible que dans certains États des États-Unis comme le Delaware, le Nevada ou l'Arizona.
Joyaux de la couronneconsiste à céder les actifs stratégiques (brevets par exemple) pendant l’opération d’achat. L’acquéreur se retrouve donc avec une « coquille vide ».
Séparation du capital et du pouvoirl’utilisation d’une forme juridique du type de la société en commandite par actions permet de séparer la détention du capital du pouvoir de gestion. L’intérêt de l’OPA se trouve ainsi fortement diminué.
Conseil d'administration renouvelable par tranches (en)les statuts de la société organisent le renouvellement du conseil d’administration par quart ou tiers. L’entrée de l’acquéreur à la tête de la société est ainsi retardée.
Pilule empoisonnéeconsiste en différentes mesures de divers ordres (financier, juridique) destinées à contrecarrer l'offre d'achat hostile.
Défense « Nancy Reagan » (en)consiste simplement à refuser l'offre d'achat. Le simple refus affirmé des dirigeants de l'entreprise peut parfois décourager une OPA timide, ou du moins la perturber en manifestant aux marchés la volonté qu'a la firme attaquée de se défendre, ce qui peut avoir une incidence sur la confiance attribuée à l'entreprise hostile. Par exemple, lors d'une discussion concernant le rachat éventuel de Walt Disney Company par Comcast, Andy Kessler, dans Wall Street Week, mentionne qu'« il y a deux grandes manières de se défendre face à une OPA à Wall Street : l'une est la défense Pac-Man, l'autre la défense Nancy Reagan, qui consiste simplement à dire non »[réf. nécessaire].

## Évaluation des résultats financiers des OPA
Les OPA sont motivées par l'espérance de bénéfices supérieurs une fois le rachat ou la fusion entre les deux entreprises effectuées. Contrairement à l'idée reçue, les offres hostiles sont les plus créatrices de richesses selon les économistes David Thesmar et Augustin Landier : ils citent un article de Tim Loughran et Anand Vijh publié dans le Journal of Finance en 1997, les actionnaires des sociétés ayant fusionné amicalement perdent en moyenne 16 % de leur patrimoine dans les trois ans contre une hausse de 43 % pour les actionnaires d'une société ayant lancé une OPA hostile. Selon une autre étude, il est également plus intéressant pour les actionnaires de la société cible que l'OPA soit hostile. Selon Thesmar et Landier, cela s'explique par au moins deux raisons : les OPA hostiles ne permettent pas aux dirigeants de s'entendre pour obtenir le meilleur traitement au détriment des actionnaires et elles multiplient les intervenants donc la détection des opérations trop risquées ou trop peu rentables. Ils ajoutent enfin que les bénéfices tirés grâce aux OPA en général ne se font pas au détriment des salariés mais proviennent de la meilleure gestion de l'entreprise et de l'abandon des mauvais projets d'investissement.

## Référence dans la culture
- OPA est le titre du troisième volet de la bande dessinée Largo Winch de Jean Van Hamme et Philippe Francq.